# Roya Heshmati
Roya Heshmati (en persa: رویا حشمتی‎, Sanandaj, Irán, 1990) es una activista kurdo-iraní conocida por su desafío a la política del hiyab obligatorio en Irán. Heshmati ganó prominencia por protestar al abstenerse de usar el hiyab obligatorio en espacios públicos y compartir una fotografía en las redes sociales sin adherirse a la regulación. Como consecuencia, se enfrentó a la detención y más tarde fue condenada a recibir 74 latigazos como sentencia por sus acciones.

## Cargos y arresto
Tras la publicación por parte de Heshmati de una imagen sin hiyab en las redes sociales, agentes de la República Islámica entraron en su casa tarde en la noche del 20 de abril de 2023 y la detuvieron. Durante la redada nocturna, también confiscaron su teléfono móvil y su ordenador portátil. Inicialmente, pasó once días detenida bajo la acusación de "aparecer en público sin el hiyab religioso adecuado". Sin embargo, en última instancia, la Sección 38 del Poder Judicial remitió su caso, con cargos separados y dos autos de acusación separados, al Complejo Judicial de Ershad y al Tribunal Revolucionario.
Según el abogado de Heshmati, sus cargos en la Sección 26 del Tribunal Revolucionario incluían "propaganda contra el sistema". Además, en la Sección 1091 del Complejo Judicial de Ershad, se agregaron cuatro cargos a sus acusaciones, incluido "aparecer en público sin el hiyab religioso adecuado, causar lesiones de castidad pública, producir contenido obsceno y promover la corrupción".
La Sección 1091 del Complejo Judicial de Eshrat condenó a Heshmati a 13 años y 9 meses de prisión, una multa de 12.500.000 IRR y 74 latigazos. Sin embargo, tras una apelación contra el veredicto, el caso se remitió a la Sección 14 del Tribunal de Apelaciones de la provincia de Teherán, lo que dio lugar a la anulación de la pena de prisión. No obstante, la multa y el castigo corporal de los latigazos permanecieron sin cambios.

## Sentencia
El 3 de enero de 2024 se ejecutó la condena a latigazos de Roya Heshmati, acusada de causar daños a la castidad pública. Heshmati publicó una nota tras la ejecución de la sentencia en la que explicaba que se negó a llevar un velo en la cabeza en el tribunal, y entonces, delante del juez, en lo que describió como "una cámara de tortura medieval", un hombre la azotó.En la nota escribió: "El juez dijo: 'No pegues demasiado fuerte'. El hombre empezó a golpearme con fuerza. Los hombros, la espalda, las nalgas, la cara, las piernas. Perdí la cuenta del número de latigazos. En voz baja, recitaba en nombre de la mujer, en nombre de la vida, se rasgó el manto de la esclavitud, nuestra noche oscura se convierte en amanecer, se rompen todos los grilletes".